# Carex pilosa
Carex pilosa är en halvgräsart som beskrevs av Giovanni Antonio Scopoli. Carex pilosa ingår i släktet starrar, och familjen halvgräs. Inga underarter finns listade i Catalogue of Life.

## Bildgalleri

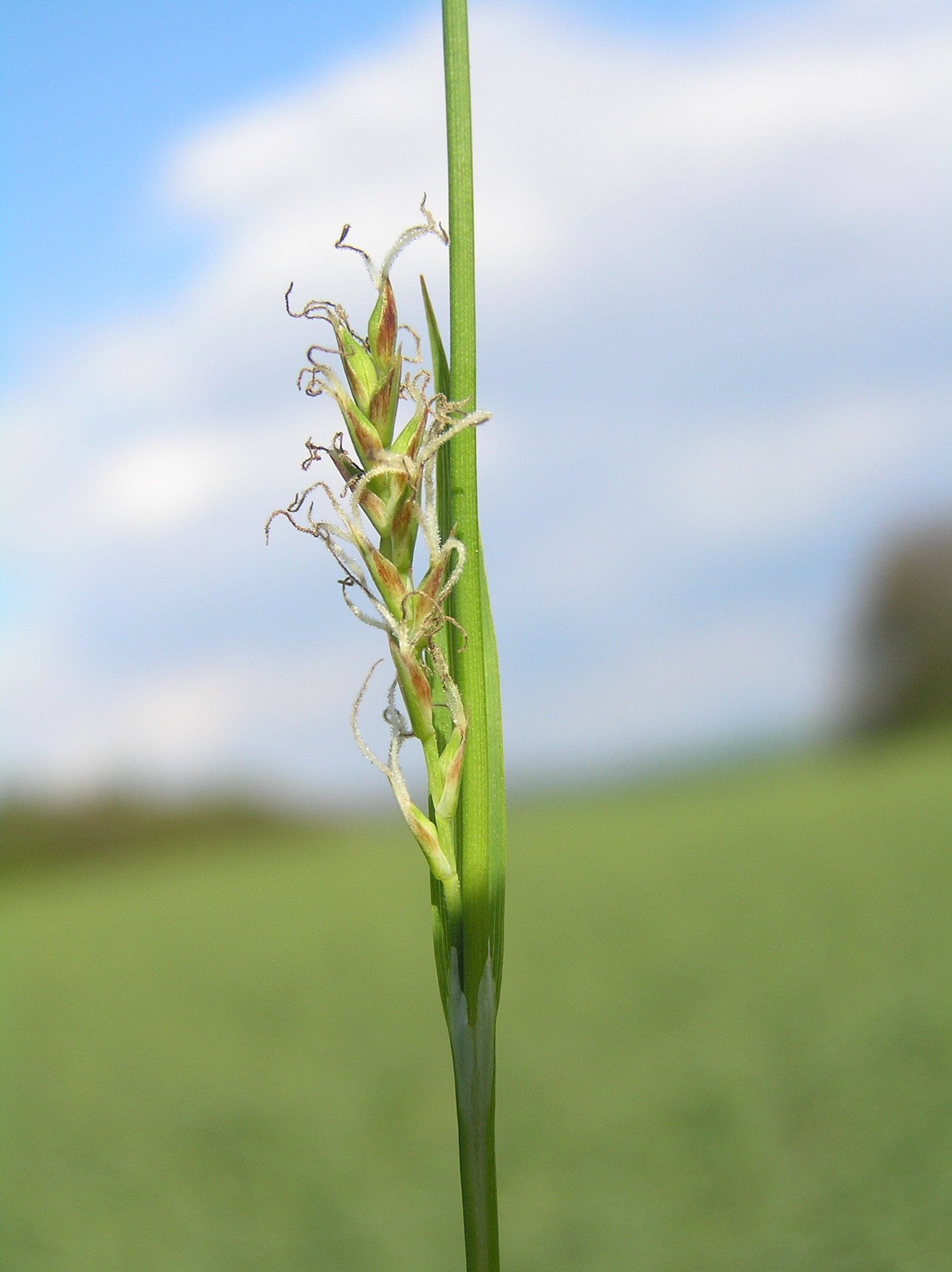
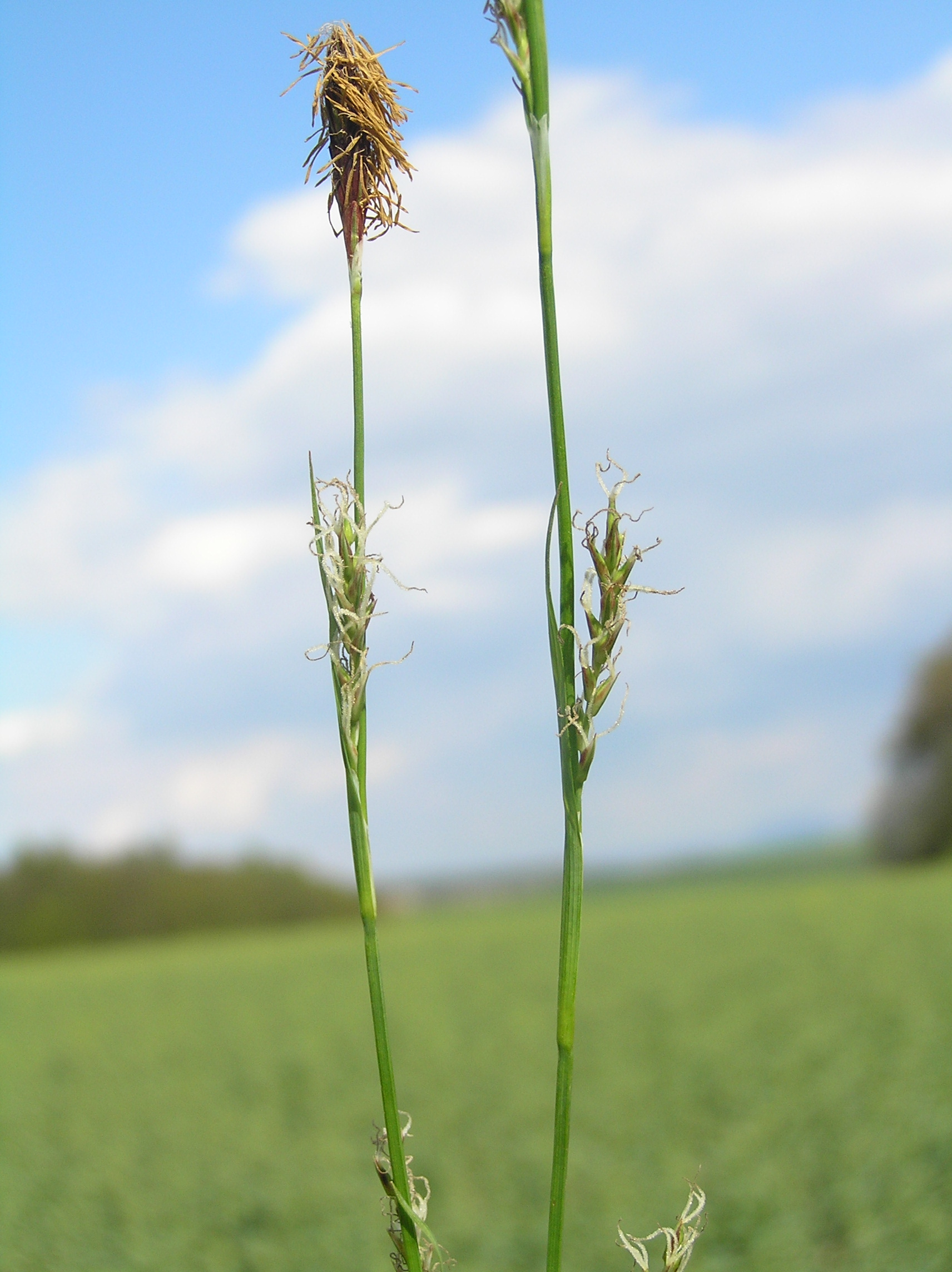
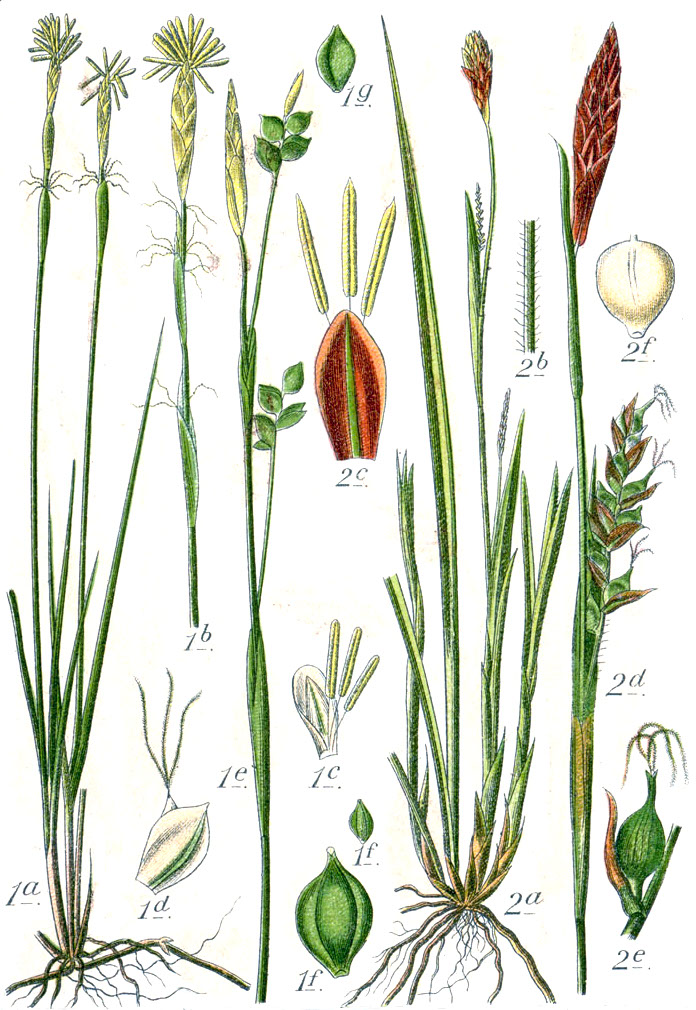
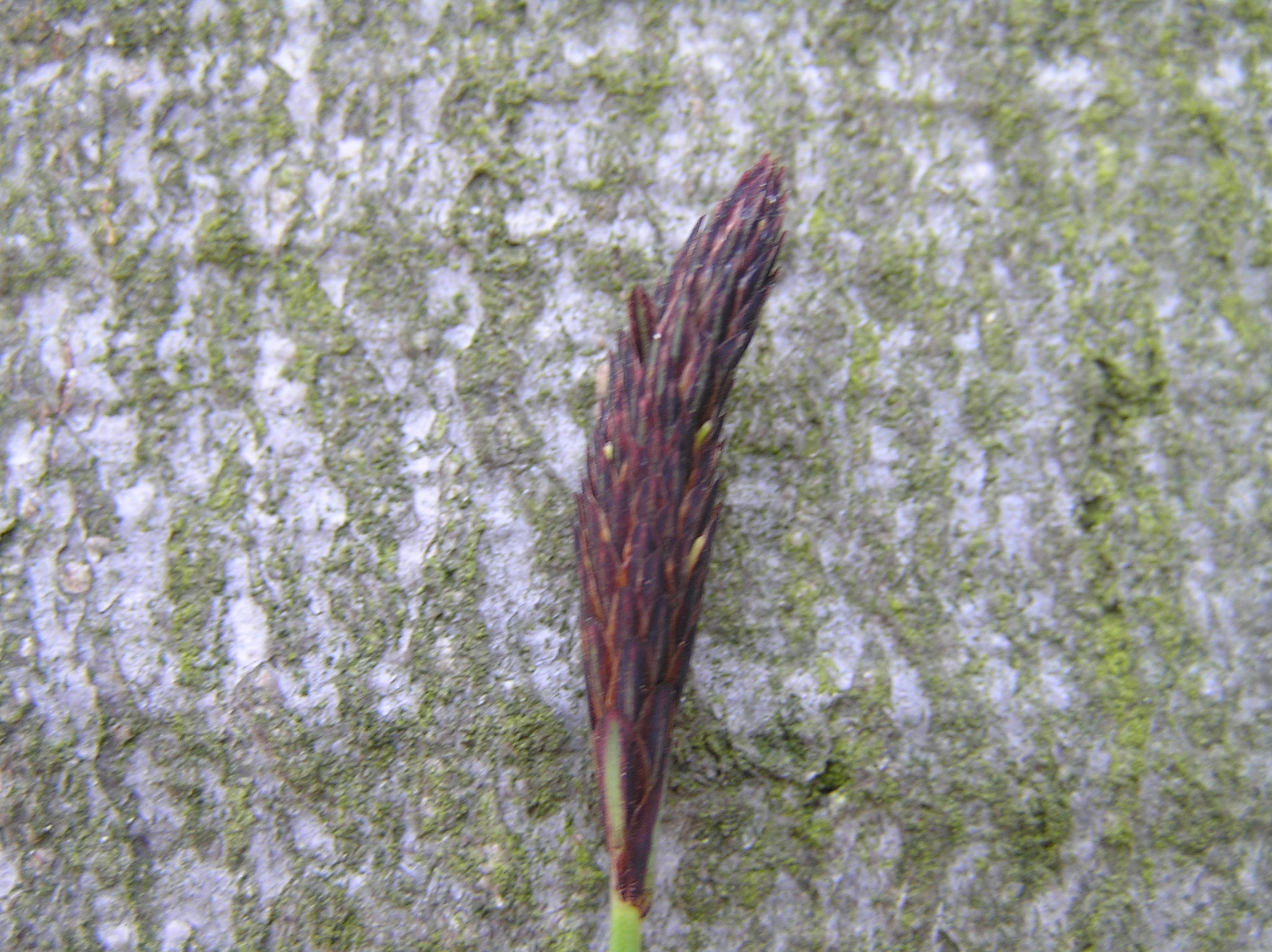
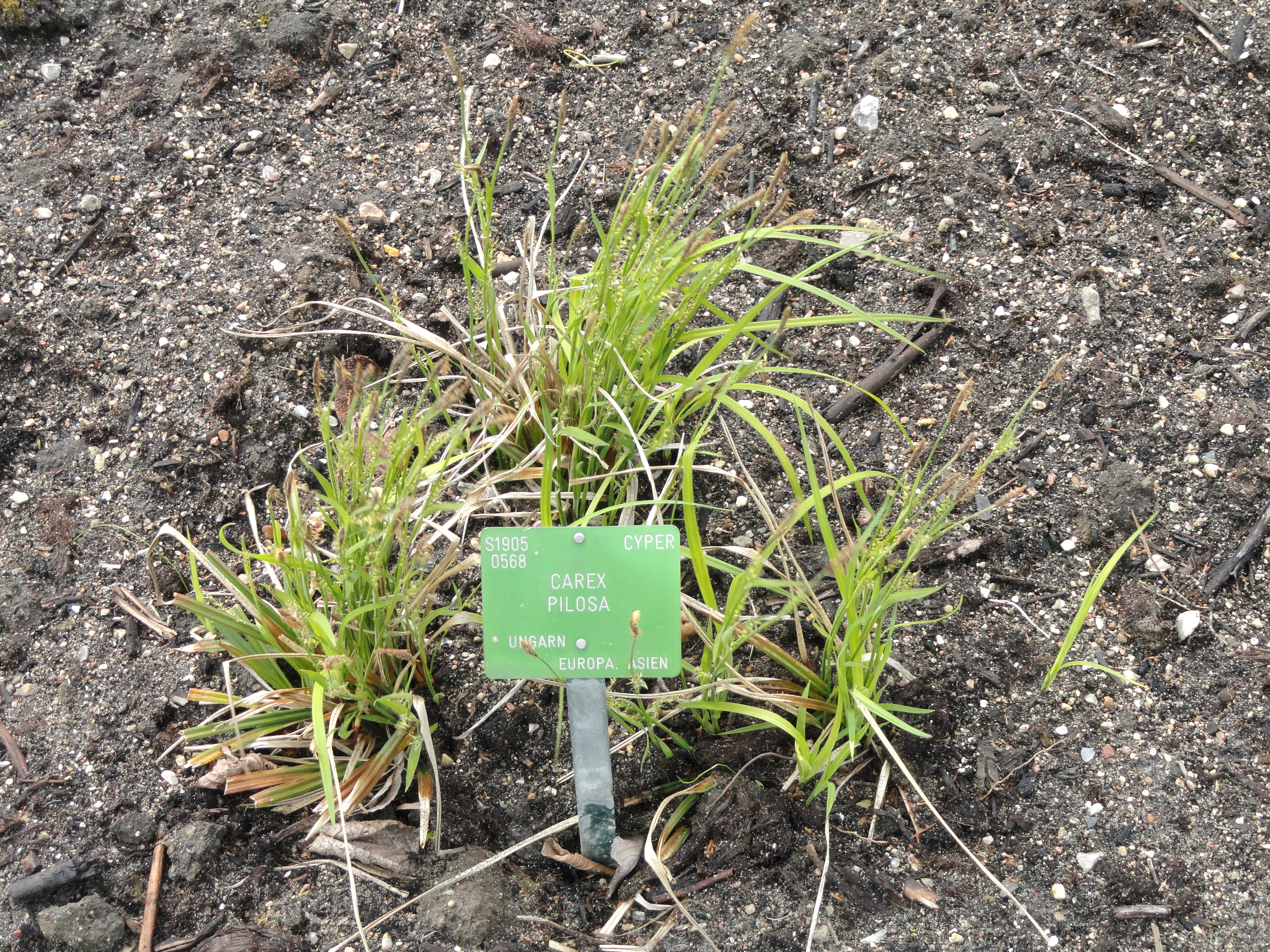
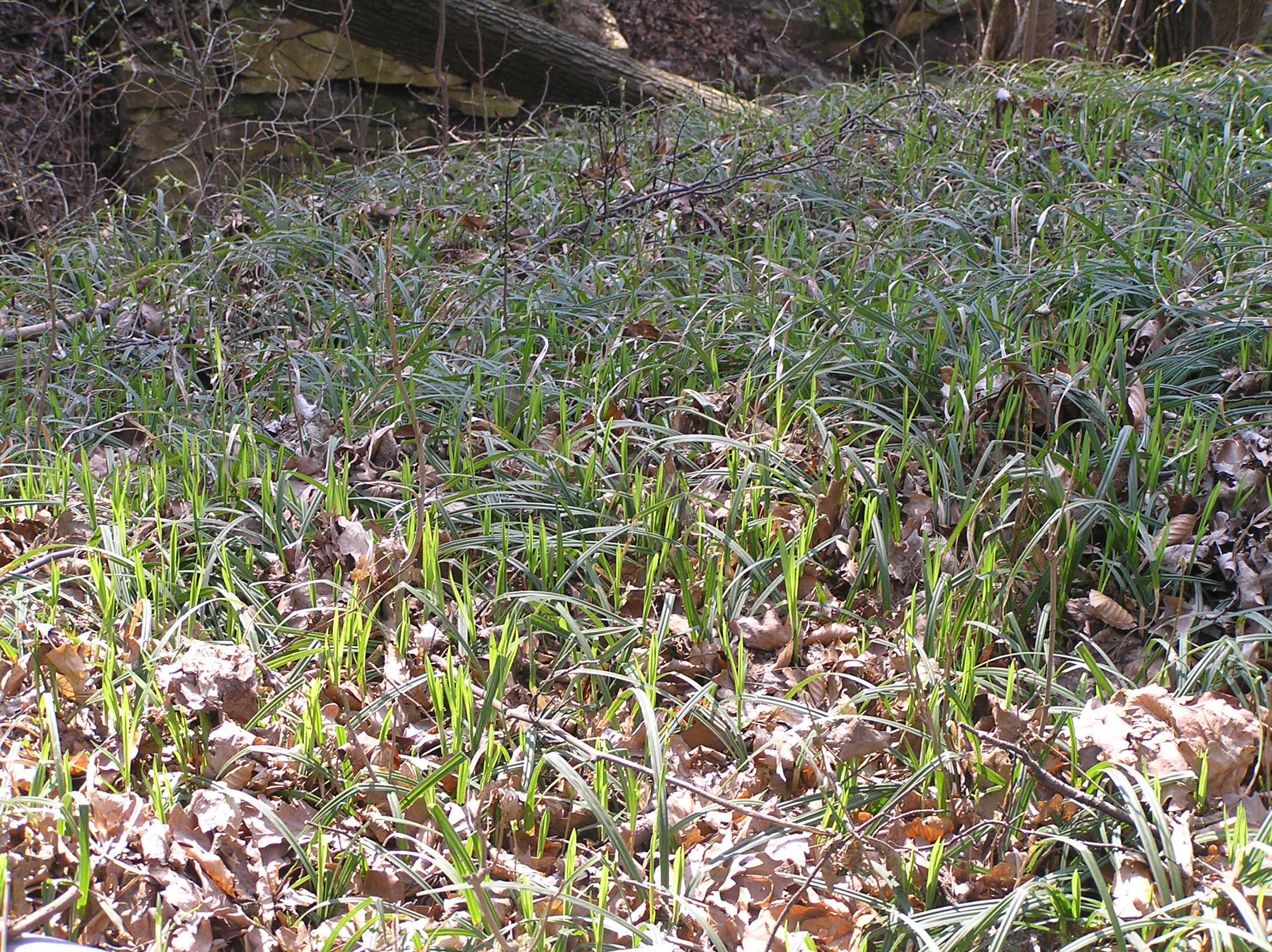